# Людмил Тончев
Людмил Тончев е български олимпиец, участвал на зимните олимпийски игри в Лейк Плесид през 1980 г.

## Биография
Роден е на 22 юни 1958 година.  Завършва Средно спортно училище в Самоков. 
Участва в две от трите алпийски дисциплини – гигантски слалом и слалом на зимните олимпийски игри, провели се в Лейк Плесид през 1980 година. 
Резултати от Лейк Плесид 1980
гигантски слалом – 30-и от 78 участници
слалом – 17-и от 79 участници
През 2015 г. е ръководител на състезанието по ски алпийски дисциплини Купа „Картала“ 